# Cadillac Série 65
La Cadillac Series 65, après la Series 60, représente la deuxième série Cadillac et, étant construite sur la plateforme C (en) au lieu de la plateforme B (en), est un modèle plus grand que la moyenne sur le marché des véhicules à prix moyen lorsqu'elle est apparue en 1937. Son statut était légèrement supérieur à celui de LaSalle, également proposé par General Motors.

## Description
En 1937, elle est proposée dans un seul style de carrosserie, une berline à quatre portes et cinq places, construite par Fisher sur le même empattement de 3 327 mm (131,0 pouces) que celui utilisé par la Cadillac Série 70 et la Buick Roadmaster. La voiture  était plus longue et plus lourde que la Série 60 à un prix inférieur à celui de la Série 70 à carrosserie « Fleetwood »,.
Sous le capot se trouve le monobloc V8 de 5,7 L de cylindrée. Ce moteur produit 135 ch (101 kW) à 3 400 tr/min. La voiture a des freins à double servo Bendix, une suspension indépendante « Knee-Action » à l'avant et un carburateur Stromberg avec un starter électrique. 
En 1938, la Série 65 et la Série 75 partageaient un nouveau style de devant avec une énorme calandre cellulaire verticale, trois ensembles de barres horizontales sur les côtés du capot, un capot en alligator et des phares sur l'espace de remplissage entre les ailes et le capot. Des couvercles latéraux en option sont articulés sur les ailes. Les quarts de fenêtres sont de construction coulissante plutôt qu'articulée. L'arrière de la carrosserie a des coins plus ronds et des lignes plus harmonieusement mélangées. Le coffre donne l'impression d'être partie intégrante de la carrosserie. Les éléments de carrosseries sont tous en acier, à l'exception des seuils principaux en bois. Les nouveaux détails du châssis comprennent un changement de vitesse sur colonne, des klaxons juste derrière la calandre, une batterie sous le côté droit du capot, un silencieux transversal juste derrière le réservoir de carburant, des roues d'un autre fabricant, un volant « Synchro-Flex », un essieu arrière hypoïde et la suppression du filtre à huile,.